# Cymophora
Cymophora là một chi thực vật có hoa trong họ Cúc (Asteraceae).

## Loài
Chi Cymophora gồm các loài: